# Port lotniczy Damaszek
Port lotniczy Damaszek – międzynarodowy port lotniczy położony 25 km na południowy wschód od centrum Damaszku. Jest największym portem lotniczym w Syrii.

## Linie lotnicze i połączenia
| Linia Lotnicza    | Kierunek |
| ----------------- | --- |
| Air Arabia        | 1. Szardża |
| Air Mediterranean | 1. Ateny |
| AJet              | 1. Ankara 2. Stambuł                                                                                          |
| Dan Air           | 1. Bukareszt-Otopeni                                                                                          |
| Emirates          | 1. Dubaj |
| Fly Cham          | 1. Abu Zabi 2. Bagdad 3. Dubaj 4. Irbil 5. Kuwejt 6. Maskat 7. Szardża                                        |
| Flydubai          | 1. Dubaj |
| Flynas            | 1. Dżudda 2. Rijad                                                                                            |
| Jazeera Airways   | 1. Kuwejt |
| Qatar Airways     | 1. Doha |
| Royal Jordanian   | 1. Amman |
| Syrian Air        | 1. Abu Zabi 2. Aleppo 3. Doha 4. Dubaj 5. Stambuł 6. Dżudda 7. Kuwejt 8. Rijad 9. Szardża Sezonowo: 1. Dammam |
| Turkish Airlines  | 1. Stambuł |